# Au seuil de la vie
Pour l’article homonyme, voir Au seuil de la vie (film, 1936).
Pour plus de détails, voir Fiche technique et Distribution.
Au seuil de la vie (Nära livet) est un film suédois d'Ingmar Bergman, sorti en 1958. Condensé des thèmes de Bergman sur la vie, la mort, le couple et la famille à travers la grossesse et la naissance, en continuité et en parallèle avec Les Fraises sauvages.

## Synopsis
Cecilia fait une fausse couche et se réveille dans une chambre d'hôpital aux côtés de Christina qui est sur le point d'accoucher. Dans un troisième lit, la toute jeune Hjördis est soignée pour un avortement manqué.
Il s’ensuit un huis clos entre les trois femmes qui s'interrogent sur la finalité de la vie. Cecilia voit un rapport entre la faillite de sa vie conjugale et sa fausse couche. Cristina part vers la salle de travail, mais l'accouchement se passe mal et le bébé meurt. Quant à Hjördis, elle décide de garder son enfant et d'assumer seule sa maternité.

## Fiche technique
- Réalisateur : Ingmar Bergman
- Photographie : Max Wilen
- Décors : Bibi Lindstrom
- Montage : Carl-Olov Skeppstedt
- Durée : 82 minutes
- Date de sortie :
  -  France : 1958
  -  France : 5 octobre 2011 (reprise)

## Distribution
- Ingrid Thulin : Cecilia Ellius
- Eva Dahlbeck : Stina Andersson
- Bibi Andersson : Hjördis Petterson
- Barbro Hiort-Af-Ornas : Brita
- Erland Josephson : Anders Ellius
- Inga Landgré : Greta Ellius
- Max von Sydow : Harry Andersson
- Gunnar Sjöberg : Dr Nordlander
- Kristina Adolphson (non créditée) : une infirmière

## Récompenses
- Festival de Cannes 1958[1] :
  - Prix de la mise en scène pour Ingmar Bergman
  - Prix d'interprétation féminine pour Ingrid Thulin, Eva Dahlbeck, Barbro Hiort-Af-Ornas et Bibi Andersson

### Article de presse
- Mathieu Macheret, « Au seuil de la vie », critikat.com,‎ 4 octobre 2011 (lire en ligne, consulté le 10 octobre 2011)